# Josef Jurkanin
Josef Jurkanin (* 5. März 1949 in Prag) ist ein ehemaliger tschechoslowakischer Fußballspieler.

## Karriere

### Verein
Jurkanin spielte von 1966 bis 1975 für Sparta Prag. In dieser Zeit wurde er 1967 tschechoslowakischer Meister und 1972 Pokalsieger.
1975 wechselte er zu Union Teplice. Mit diesem Klub stand er 1977 im Pokalfinale. Im selben Jahr kehrte er nach Prag zurück und schloss sich Slavia Prag an, wo er bis 1979 spielte. Im Anschluss ließ er 1980 seine aktive Laufbahn bei TJ Baník UD Příbram ausklingen.

### Nationalmannschaft
Josef Jurkanin bestritt bis 1975 insgesamt zwölf Länderspiele für die  tschechoslowakische Nationalmannschaft, in denen er zwei Tore erzielte.
Jurkanin debütierte am 18. Juni 1967 beim 3:0-Sieg im Spiel der Qualifikation für die Europameisterschaft 1968 gegen die Türkei. In diesem Spiel schoss er eines der beiden Tore in seiner Länderspielkarriere. Den zweiten Treffer erzielte er am 9. Mai 1970 in einem Freundschaftsspiel gegen Luxemburg.
1970 stand er im Aufgebot für die Weltmeisterschaft in Mexiko, bei der er im Vorrundenspiel gegen Rumänien (1:2) zum Einsatz kam. 

### Erfolge
- Tschechoslowakischer Meister: 1967
- Tschechoslowakischer Pokalsieger: 1972